# Breite Straße 8 (Quedlinburg)

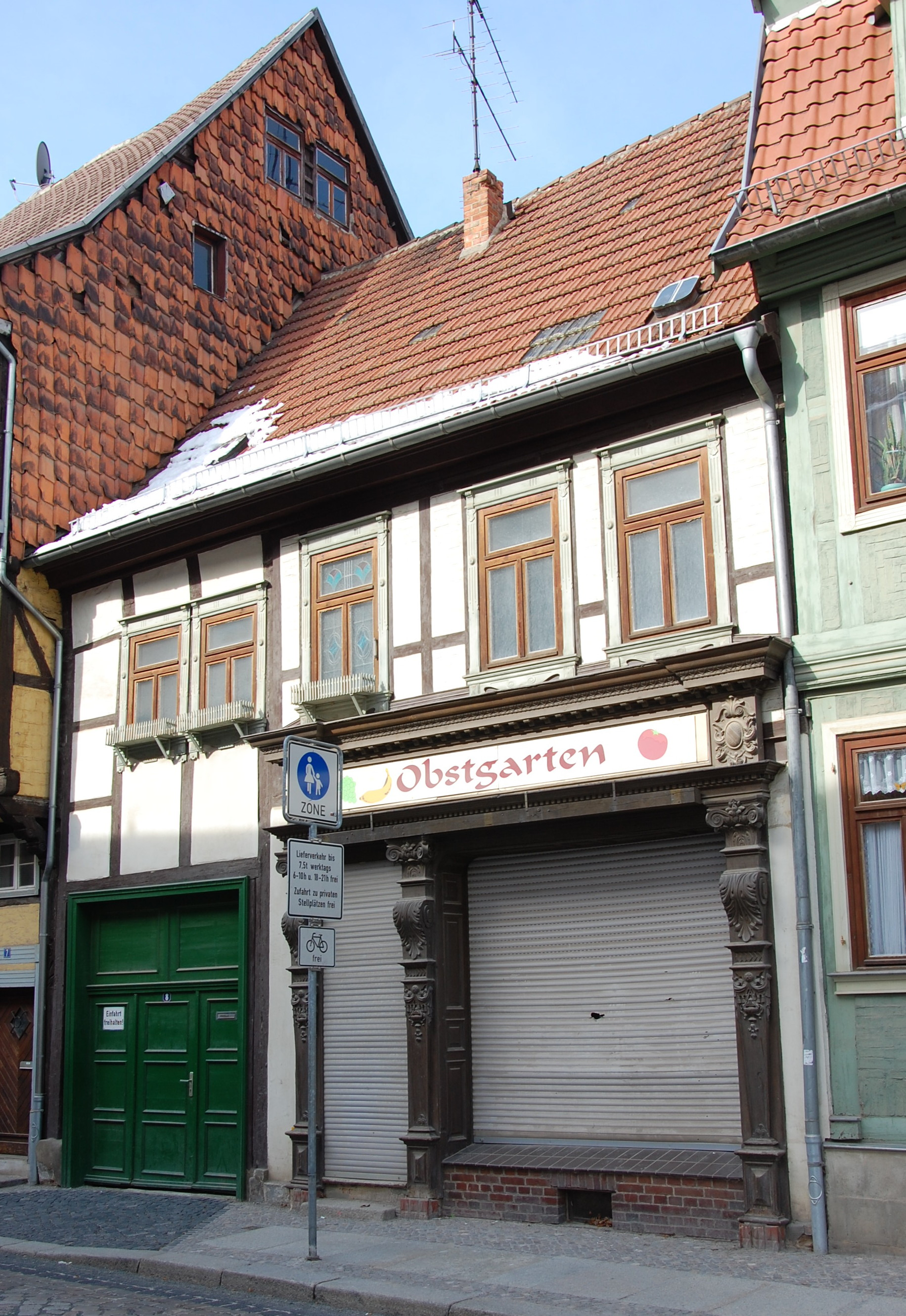
Haus Breite Straße 8

Das Haus Breite Straße 8 ist ein denkmalgeschütztes Gebäude in der Stadt Quedlinburg in Sachsen-Anhalt.

## Lage
Es befindet sich nordöstlich des Marktplatzes der Stadt und gehört zum UNESCO-Weltkulturerbe. Im Quedlinburger Denkmalverzeichnis ist es als Wohnhaus eingetragen. Südlich grenzt das gleichfalls denkmalgeschützte Haus Breite Straße 7 an.

## Architektur und Geschichte
Das zweigeschossige Fachwerkhaus stammt in seinem Kern aus der Zeit um das Jahr 1700. Bemerkenswert ist eine um 1880 entstandene, mit Schmucksäulen verzierte Ladenfassade im Erdgeschoss.
1987 wurden Restaurierungsarbeiten am Gebäude abgeschlossen.